# Mrsinjski
Mrsinjski (lat. Marsinschi, de Merzyn, Merchini, de Merczyn), hrvatska velikaška obitelj, ogranak velikaške obitelji Kurjakovića Krbavskih, nazvana tako prema svom glavnom sjedištu u Mrsinj-gradu.
Začetnik obitelji bio je Nikola Mrsinjski (Miclaus Marsinschi) iz obitelji knezova Krbavskih, spomenut 1469. godine. Ostali članovi obitelji s naslovom mrsinjskog kneza bili su: Nikola Mrsinjski (Nicolaus de Merzyn, 1486.), Petar Mrsinjski (Petrus Merchini, 1504.), Juraj Mrsinjski (Georgius comes de Merczyn, 1505.), Petar Mrsinjski (conte Piero et conte Zorzi Marsinschi 1509. — 1510.) i Petar Mrsinjski (Petrus comes de Merzyn, 1527.). Moguće je da su dvojica s imenom Nikola i imenom Petar zapravo ista osoba.
Obitelj je izumrla u prvoj polovici 16. stoljeća u vrijeme osmanskih sukoba na području Like i Krbave.

## Vanjske poveznice
- Građa za topografiju lićko-krbavske županije u srednjem vijeku – hrcak.srce.hr